# Kaszó
Kaszó je vas na Madžarskem, ki upravno spada pod podregijo Nagyatádi Šomodske županije.